# Chiesa di San Fiorentino (Saint-Florentin)
La Chiesa di San Fiorentino (in francese église Saint Florentin), è un edificio religioso situato nel comune francese di Saint-Florentin, nel dipartimento della   Yonne nella regione della Borgogna-Franca Contea..

## Storia
La chiesa di Saint-Florentin, costruita su una collina dove precedentemente sorgeva un castello, fu iniziata nei primi anni del XVI° secolo.
La sua edificazione, in un primo tempo portata avanti rapidamente e verosimilmente interrotta a causa delle guerre di religione, non fu ripresa fino all'inizio del diciassettesimo secolo, ma la mancanza di risorse impedì il completamento della navata.
La chiesa, infatti, si presenta oggi costituita solo dal coro e dal transetto e mescola la sua struttura tardogotica del XVI° con numerosi elementi rinascimentali tipici dell’inizio del XVII° secolo.
L'interno è notevole per il suo jubé (divisorio) in pietra in stile rinascimentale e la sua imponente statuaria del XVI° secolo della scuola di Troyes il cui stile scivola dalla tradizione gotica verso il manierismo italianista.
L'eccezionale serie di 24 vetrate del XVI° secolo, straordinariamente colorate, proviene anch'essa dalla scuola di Troyes e sorprende con la finezza dei suoi dettagli e l'armonia dei suoi colori cangianti. Si possono notare, in particolare, scene dall'Apocalisse, l'Immacolata Concezione o la Creazione del Mondo.